# Liste der Baudenkmale im Landkreis Mecklenburgische Seenplatte

Karte des Landkreises Mecklenburgische Seenplatte

Wappen des Landkreises

Diese Liste enthält die Baudenkmale im Landkreis Mecklenburgische Seenplatte in Mecklenburg-Vorpommern.
Grundlage ist die Denkmalliste des Landkreises. Die Angaben in den einzelnen Listen ersetzen nicht die rechtsverbindliche Auskunft der zuständigen Denkmalschutzbehörde.

## Aufteilung
Wegen der großen Anzahl von Kulturdenkmalen im Landkreis Mecklenburgische Seenplatte ist diese Liste in Teillisten nach den Städten und Gemeinden aufgeteilt.
| Stadt/Gemeinde            | Karte | Denkmalliste | Bild eines Denkmals    |
| ------------------------- | ----- | ------------ | ---------------------- |
| Alt Schwerin              |       | Baudenkmale  | Kirche                 |
| Altenhagen                |       | Baudenkmale  | Kirche                 |
| Altenhof                  |       | Baudenkmale  |                        |
| Altentreptow              |       | Baudenkmale  | Neubrandenburger Tor   |
| Ankershagen               |       | Baudenkmale  | Gutshaus Rumpshagen    |
| Bartow                    |       | Baudenkmale  | Kirche                 |
| Basedow                   |       | Baudenkmale  | Schloss                |
| Beggerow                  |       | Baudenkmale  | Kirche                 |
| Beseritz                  |       | Baudenkmale  | Gutshaus               |
| Blankenhof                |       | Baudenkmale  | Kirche                 |
| Blankensee                |       | Baudenkmale  | Kloster Wanzka         |
| Blumenholz                |       | Baudenkmale  | Kirche                 |
| Bollewick                 |       | Baudenkmale  | Scheune                |
| Borrentin                 |       | Baudenkmale  | Kirche                 |
| Bredenfelde               |       | Baudenkmale  |                        |
| Breesen                   |       | Baudenkmale  | Herrenhaus Pinnow      |
| Briggow                   |       | Baudenkmale  |                        |
| Brunn                     |       | Baudenkmale  |                        |
| Buchholz                  |       | Baudenkmale  |                        |
| Burg Stargard             |       | Baudenkmale  | Burg                   |
| Burow                     |       | Baudenkmale  |                        |
| Bütow                     |       | Baudenkmale  |                        |
| Carpin                    |       | Baudenkmale  |                        |
| Cölpin                    |       | Baudenkmale  |                        |
| Dargun                    |       | Baudenkmale  | Schlossruine           |
| Datzetal                  |       | Baudenkmale  |                        |
| Demmin                    |       | Baudenkmale  | Luisentor              |
| Eldetal                   |       | Baudenkmale  | Burg Wredenhagen       |
| Faulenrost                |       | Baudenkmale  |                        |
| Feldberger Seenlandschaft |       | Baudenkmale  |                        |
| Fincken                   |       | Baudenkmale  |                        |
| Friedland                 |       | Baudenkmale  | Neubrandenburger Tor   |
| Fünfseen                  |       | Baudenkmale  |                        |
| Galenbeck                 |       | Baudenkmale  |                        |
| Gielow                    |       | Baudenkmale  |                        |
| Gnevkow                   |       | Baudenkmale  |                        |
| Godendorf                 |       | Baudenkmale  |                        |
| Göhren-Lebbin             |       | Baudenkmale  | Schloss Fleesensee     |
| Golchen                   |       | Baudenkmale  |                        |
| Gotthun                   |       | Baudenkmale  |                        |
| Grabowhöfe                |       | Baudenkmale  |                        |
| Grammentin                |       | Baudenkmale  |                        |
| Grapzow                   |       | Baudenkmale  |                        |
| Grischow                  |       | Baudenkmale  |                        |
| Groß Kelle                |       | Baudenkmale  |                        |
| Groß Miltzow              |       | Baudenkmale  |                        |
| Groß Nemerow              |       | Baudenkmale  | Komturei               |
| Groß Plasten              |       | Baudenkmale  | Schlosshotel           |
| Groß Teetzleben           |       | Baudenkmale  | Fachwerkkirche         |
| Grünow                    |       | Baudenkmale  |                        |
| Gültz                     |       | Baudenkmale  |                        |
| Gülzow                    |       | Baudenkmale  |                        |
| Hohen Wangelin            |       | Baudenkmale  |                        |
| Hohenbollentin            |       | Baudenkmale  |                        |
| Hohenmocker               |       | Baudenkmale  |                        |
| Hohenzieritz              |       | Baudenkmale  | Jagdschloss Prillwitz  |
| Holldorf                  |       | Baudenkmale  |                        |
| Ivenack                   |       | Baudenkmale  | Barockschloss          |
| Jabel                     |       | Baudenkmale  |                        |
| Jürgenstorf               |       | Baudenkmale  |                        |
| Kargow                    |       | Baudenkmale  |                        |
| Kentzlin                  |       | Baudenkmale  |                        |
| Kieve                     |       | Baudenkmale  |                        |
| Kittendorf                |       | Baudenkmale  | Schlosshotel           |
| Klein Vielen              |       | Baudenkmale  | Jahn-Kapelle           |
| Kletzin                   |       | Baudenkmale  |                        |
| Klink                     |       | Baudenkmale  | Schloss                |
| Klocksin                  |       | Baudenkmale  | Schloss Blücherhof     |
| Knorrendorf               |       | Baudenkmale  |                        |
| Kratzeburg                |       | Baudenkmale  |                        |
| Kriesow                   |       | Baudenkmale  |                        |
| Kublank                   |       | Baudenkmale  |                        |
| Kuckssee                  |       | Baudenkmale  |                        |
| Kummerow (am See)         |       | Baudenkmale  | Barockschloss          |
| Lärz                      |       | Baudenkmale  | Historischer Flugplatz |
| Leizen                    |       | Baudenkmale  |                        |
| Lindenberg                |       | Baudenkmale  |                        |
| Lindetal                  |       | Baudenkmale  |                        |
| Malchin                   |       | Baudenkmale  | St. Johannis           |
| Malchow                   |       | Baudenkmale  | Kloster                |
| Meesiger                  |       | Baudenkmale  |                        |
| Melz                      |       | Baudenkmale  |                        |
| Mirow                     |       | Baudenkmale  | Barockschloss          |
| Möllenbeck                |       | Baudenkmale  |                        |
| Möllenhagen               |       | Baudenkmale  |                        |
| Mölln                     |       | Baudenkmale  |                        |
| Moltzow                   |       | Baudenkmale  |                        |
| Neddemin                  |       | Baudenkmale  | Feldsteinkirche        |
| Neetzka                   |       | Baudenkmale  |                        |
| Neubrandenburg            |       | Baudenkmale  | Stargarder Tor         |
| Neuenkirchen              |       | Baudenkmale  |                        |
| Neukalen                  |       | Baudenkmale  |                        |
| Neustrelitz               |       | Baudenkmale  | Schlosskirche          |
| Neverin                   |       | Baudenkmale  | Wasserturm             |
| Nossendorf                |       | Baudenkmale  |                        |
| Nossentiner Hütte         |       | Baudenkmale  |                        |
| Peenehagen                |       | Baudenkmale  |                        |
| Penzlin                   |       | Baudenkmale  | Alte Burg              |
| Pragsdorf                 |       | Baudenkmale  |                        |
| Priborn                   |       | Baudenkmale  |                        |
| Priepert                  |       | Baudenkmale  |                        |
| Pripsleben                |       | Baudenkmale  |                        |
| Rechlin                   |       | Baudenkmale  | Bolter Mühle           |
| Ritzerow                  |       | Baudenkmale  |                        |
| Röbel/Müritz              |       | Baudenkmale  | Windmühle              |
| Röckwitz                  |       | Baudenkmale  |                        |
| Rosenow                   |       | Baudenkmale  |                        |
| Sarow                     |       | Baudenkmale  |                        |
| Schloen-Dratow            |       | Baudenkmale  |                        |
| Schönbeck                 |       | Baudenkmale  | Winzerschloss Rattey   |
| Schönfeld                 |       | Baudenkmale  |                        |
| Schönhausen               |       | Baudenkmale  |                        |
| Sommersdorf               |       | Baudenkmale  |                        |
| Schwarz                   |       | Baudenkmale  |                        |
| Siedenbollentin           |       | Baudenkmale  |                        |
| Siedenbrünzow             |       | Baudenkmale  |                        |
| Sietow                    |       | Baudenkmale  |                        |
| Silz                      |       | Baudenkmale  |                        |
| Sponholz                  |       | Baudenkmale  | Kirche Rühlow          |
| Staven                    |       | Baudenkmale  |                        |
| Stavenhagen               |       | Baudenkmale  | Fritz-Reuter-Museum    |
| Stuer                     |       | Baudenkmale  |                        |
| Südmüritz                 |       | Baudenkmale  | Gutshaus Ludorf        |
| Torgelow am See           |       | Baudenkmale  | Schloss-Internat       |
| Trollenhagen              |       | Baudenkmale  | Kirche                 |
| Tützpatz                  |       | Baudenkmale  |                        |
| Userin                    |       | Baudenkmale  |                        |
| Utzedel                   |       | Baudenkmale  |                        |
| Verchen                   |       | Baudenkmale  |                        |
| Voigtsdorf                |       | Baudenkmale  |                        |
| Vollrathsruhe             |       | Baudenkmale  |                        |
| Walow                     |       | Baudenkmale  |                        |
| Waren (Müritz)            |       | Baudenkmale  | Niege Kerk             |
| Warrenzin                 |       | Baudenkmale  |                        |
| Werder                    |       | Baudenkmale  |                        |
| Wesenberg                 |       | Baudenkmale  |                        |
| Wildberg                  |       | Baudenkmale  |                        |
| Woggersin                 |       | Baudenkmale  | Fachwerkkirche         |
| Wokuhl-Dabelow            |       | Baudenkmale  |                        |
| Wolde                     |       | Baudenkmale  |                        |
| Woldegk                   |       | Baudenkmale  | Museumsmühle           |
| Wulkenzin                 |       | Baudenkmale  |                        |
| Wustrow                   |       | Baudenkmale  |                        |
| Zettemin                  |       | Baudenkmale  |                        |
| Zirzow                    |       | Baudenkmale  |                        |
| Zislow                    |       | Baudenkmale  | Kirche                 |